# Lamiacris nigroguttata
Lamiacris nigroguttata är en insektsart som först beskrevs av Scudder, S.H. 1875.  Lamiacris nigroguttata ingår i släktet Lamiacris och familjen gräshoppor. Inga underarter finns listade i Catalogue of Life.